# Digimon Adventure 02: Zenpen: Digimon Hurricane Jōriku!!/Kōhen: Chōzetsu Shinka!! Ōgon no Digimentals
Digimon Adventure 02: Zenpen: Digimon Hurricane Jōriku!!/Kōhen: Chōzetsu Shinka!! Ōgon no Digimentals (デジモンアドベンチャー02: デジモンハリケーン上陸 / 超絶進化！！ 黄金のデジメンタル , lett. Digimon Adventure 02: L'atterraggio dell'uragano Digimon!! Evoluzione Suprema!! I Digielementali dorati) è un film d'animazione giapponese del 2000 prodotto da Toei Animation e diretto da Shigeyasu Yamauchi. È il terzo film di Digimon ed è legato alla serie televisiva anime del 2000 Digimon Adventure 02.

## Trama
I protagonisti della storia sono i nuovi Bambini prescelti, che viaggiano dal Giappone agli Stati Uniti ed incontrano Willis, un bambino prescelto americano, ritrovandosi poi ad aiutarlo a fermare la minaccia causata da un enigmatico pericolo. Da bambino Willis aveva ricevuto due Digimon gemelli, un Gummymon ed un Kokomon. Tuttavia, un giorno Kokomon era scomparso misteriosamente senza lasciare traccia, ritornando successivamente nelle sembianze dello spietato Wendigomon. TK e Kari sono i primi ad incontrare Wendigomon a New York mentre sono in visita da Mimi; il Digimon infatti rapisce la ragazza davanti agli occhi dei due Bambini prescelti, i quali si rendono conto che anche tutti gli altri Bambini prescelti originali sono spariti. Willis alla fine spiega agli altri quale sia il suo legame con Wendigomon: il Digimon vuole rivedere Willis, ragione che spinge Wendigomon a rapire anche gli altri bambini prescelti - perché loro, come Willis, possiedono un Digivice - e a riportarli alla loro età infantile alla disperata ricerca del suo partner, che non riesce a riconoscere nella sua versione "adolescente".
Quando Willis si rifiuta di andare con Wendigomon dopo che questi mette fuori combattimento Terriermon, il mostro digievolve prima in Antylamon e poi in Kerpymon, riportando anche Willis e i Bambini prescelti di Adventure 02 alla loro infanzia. Willis capisce finalmente le parole criptiche che il Digimon gli ha rivolto: Wendigomon aveva chiesto a Willis di "tornare indietro" e per il Digimon ciò significa letteralmente che Willis debba ridiventare nuovamente un bambino. Durante la battaglia tra i Bambini prescelti e Wendigomon, Kari e TK aiutano i loro amici creando due Digiuova grazie ai loro Digimon Magnadramon e Seraphimon e consegnandole rispettivamente a Davis e Willis: ciò permette ai due ragazzi di far armor evolvere Veemon in Magnamon e Terriermon in Rapidmon. Alla fine della battaglia, Kerpymon viene sconfitto ed i Bambini prescelti originali ricompaiono nei luoghi da cui erano scomparsi poco prima. Nell'epilogo del film, Willis scopre che il suo Digimon Kokomon è nuovamente pronto a nascere dal suo Digiuovo.

## Distribuzione

### Giappone
Il film è stato distribuito nei cinema giapponesi l'8 luglio 2000.

### Versione occidentale
Il film è stato distribuito in America del Nord ed Europa nel 2000 come parte del rimontaggio statunitense Digimon - Il film, che univa insieme questo film, Digimon Adventure, Digimon Adventure: Bokura no War Game! e un'introduzione creata ad hoc per il rimontaggio con i personaggi della serie animata Angela Anaconda.
Il rimontaggio vide un pesante rimaneggiamento di tutti i film al suo interno nella sceneggiatura, nella durata e nelle musiche.